# Aqrah

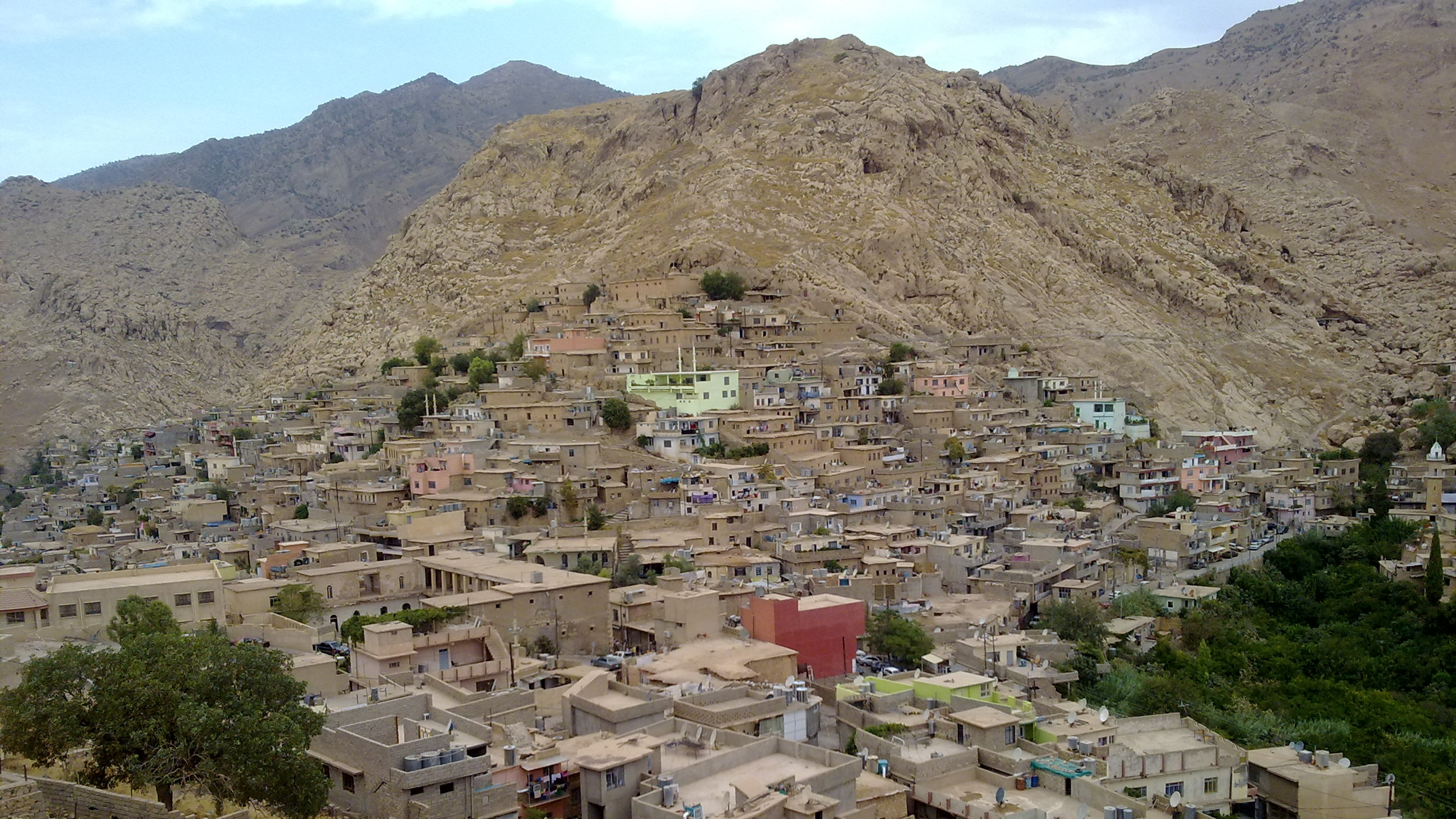
Vy över Aqrah.

Akre eller Aqrah (kurdiska: ئاکرێ / Akrê, syriska ܥܩܪܐ ʻaqra, arabiska: عقرة, Armeniska: Ագրիա/ Agria) är en stad i provinsen Dahuk i norra Irak. Aqrah hade 23 088 invånare år 2009. Asayish grundades i staden.